# Léonidas Mottom
Léonidas Mottom (ou Léonidas Carel Mottom Mamoni) est un homme politique congolais né le 20 mars 1982 à Brazzaville. Il fut ministre de la Culture et des Arts de 2016 à 2017. 
Depuis le 19 août 2017, il est député de la 2e circonscription de Ouesso (Sangha), ainsi que deuxième questeur de l'Assemblée nationale.

## Biographie

### Jeunesse et débuts
De son nom complet Léonidas Carel Mottom Mamoni, il fait ses études supérieures en France, où il décroche une licence en administration économique et sociale (2008), ainsi qu'une licence en management des unités commerciales (2009). En 2011, il obtient un master en assurance et gestion des sinistres de l'École nationale d'assurances. 
Il occupe ensuite le poste de responsable commercial chez Orange, puis de gestionnaire d'assurance à la Mutuelle d'assurance des artisans de France (2011-2015). Il devient également membre du Conseil national de la jeunesse (Cnj). 
En 2010, tout en résidant en France, il crée l'association « Des Idées et des Rêves pour la Sangha », militant notamment pour le développement économique du département de la Sangha via un soutien aux projets économiques des jeunes. Il fait également renaître en août 2012 la « Coupe du Cacao » (football) à Ouesso, afin d'encourager les jeunes à s'intéresser à la culture du cacao,.

### Carrière politique
Le 30 avril 2016, il est nommé ministre de la Culture et des Arts dans le gouvernement de Clément Mouamba, en remplacement de Bienvenu Okiemy,. Jeune Afrique souligne qu'à l'instar d'autres jeunes nommés ministres en même temps que lui, Léonidas Mottom avait soutenu le projet controversé de changement de constitution d'octobre 2015 ayant permis au président Denis Sassou-Nguesso de se représenter aux élections de mars 2016 pour un troisième mandat consécutif. 
La cérémonie de passation de pouvoir se déroule le 12 mai : Léonidas Mottom y promet de poursuivre dans la voie tracée par son prédécesseur et annonce qu'il veut travailler avec tous les acteurs de la culture. Il part d'ailleurs à la rencontre de ces différents acteurs dans les semaines suivantes. Il s'engage notamment à soutenir la musique traditionnelle en recensant les groupes folkloriques de tous les départements afin de les accompagner dans leur développement. Il manifeste également son soutien aux comédiens, encourageant les divers groupes à se constituer en « entreprises » afin d'attirer sponsors et annonceurs, et promettant une aide du gouvernement. Enfin, lors d'une rencontre avec des écrivains en juin 2016, il propose la création d'un « fonds d’aide à l’édition ».
Lors des élections législatives de 2017, il est candidat dans la 2e circonscription de Ouesso (Sangha), sous l'étiquette du Parti congolais du travail. Avant le premier tour, le 4 juillet, il est victime d'un accident de voiture sur la Route nationale 2, et est transporté au CHU de Brazzaville, où on lui diagnostique une fracture du fémur ainsi qu'une fracture au niveau des côtes. Du fait de ses blessures, il ne peut pas continuer sa campagne. Il est néanmoins élu dès le premier tour, avec pour suppléant Raymond Alontsami,. Il prend officiellement ses fonctions le 19 août 2017, et est également élu deuxième questeur de l'Assemblée nationale.
Lors du remaniement du 22 août 2017, il n'est pas reconduit à son poste de ministre, et est remplacé par Dieudonné Moyongo. Alors qu'il est toujours alité, c'est la ministre du Tourisme Arlette Soudan-Nonault, assurant l'intérim du ministère de la Culture, qui se charge de la passation de pouvoir le 28 août 2017.

## Controverse
Dès le lendemain de sa nomination au Ministère de la Culture, des photos où il a des relations sexuelles avec une femme, probablement prises avant sa nomination, fuitent sur Internet et créent le buzz dans la communauté africaine. Le site web ivoirien koaci.com compare cette affaire à celle du vice-ministre kino-congolais Enoch Ruberangabo Sebineza, dont une vidéo diffusée le 28 avril 2016, où on le voyait se masturber, avait entraîné son limogeage 24h plus tard. Léonidas Mottom n'est cependant pas sanctionné. L'écrivain franco-congolais Alain Mabanckou, dans une interview au Monde, qualifie ce scandale sexuel de « répugnant [et] humiliant pour le Congo » et considère l'absence de sanction comme une preuve du mépris de Denis Sassou-Nguesso envers la culture.